# 비어트리스 스트레이트
비어트리스 스트레이트(Beatrice Straight, 1914년 8월 2일 ~ 2001년 8월 7일)는 미국의 배우이다.

## 영화
- 파계 (1959년 영화)
- 네트워크 (1976년 영화)
- 끝없는 사랑 (1981년 영화)
- 폴터가이스트 (1982년 영화)
- 행복했던 여자

## 브로드웨이
- 십이야
- 맥베스 (희곡)

## 텔레비전
- 미션 임파서블
- 월드 오브 다크니스
- 원더우먼 (1975년 드라마)
- 언더시즈